# Aina Kemanis
Aina Louise Kemanis (* 15. Juni 1952 in Berkeley, Kalifornien) ist eine US-amerikanische Sängerin (Jazz).

## Leben und Wirken
Die aus einer lettischen Familie stammende Kemanis hat ursprünglich einen Folk-/Rock-Hintergrund; sie war in verschiedenen Ensembles für mittelalterliche und Renaissancemusik als Sängerin und Blockflötenspielerin aktiv. Zwischen 1979 und 1984 lebte sie in Europa; in dieser Zeit beschäftigte sie sich mit freieren Form des Jazz und Improvisationsmusik und sang in Theater- und Tanzprojekten. In dieser Zeit arbeitete sie mit den Ensembles von Barre Phillips (Journal Violone II) und von Adelhard Roidinger. Anschließend interpretierte sie zwei Jahre in Oakland in einem Frauenchor Osteuropäische Musik. Seit 1988 sang sie in Marilyn Mazurs Band Future Song. Außerdem war sie in der Gruppe von Alex Cline tätig.
Kemanis ist keine Sängerin im traditionellen Sinn. Sie vokalisiert häufig wortlos und webt mit einer ätherischen Stimme dichte musikalische Landschaften in sehr existenzieller Weise.

## Auswahl-Diskographie
- Barre Phillips: Music By. (mit John Surman, Pierre Favre, Hervé Bourde und Claudia Phillips, 1980)
- Alex Cline The Lamp and the Star (1989, mit Nels Cline, Jeff Gauthier, Wayne Peet, Hank Roberts, Susan Rawcliffe, Eric von Essen)
- Rinde Eckert Do the Day Over (1996, mit Will Bernard, Rob Vlack, Clark Suprynowicz, Jim Kassis, Danny Carnahan)
- Alex Cline: The Constant Flame (mit Vinny Golia, Jeff Gauthier, Wayne Peet, G.E. Stinson, Nels Cline, Michael Elizondo, Peter Erskine, 2001)
- Marilyn Mazur's Future Song: Daylight Stories (mit Elvira Plenar, Eivind Aarset, Hans Ulrik, Audun Kleive, 2003)

## Lexikalischer Eintrag
- A. Gregory (Hg.) The International Who's Who in Popular Music 2002 Psychology Press: 2002